# Arc lufilien

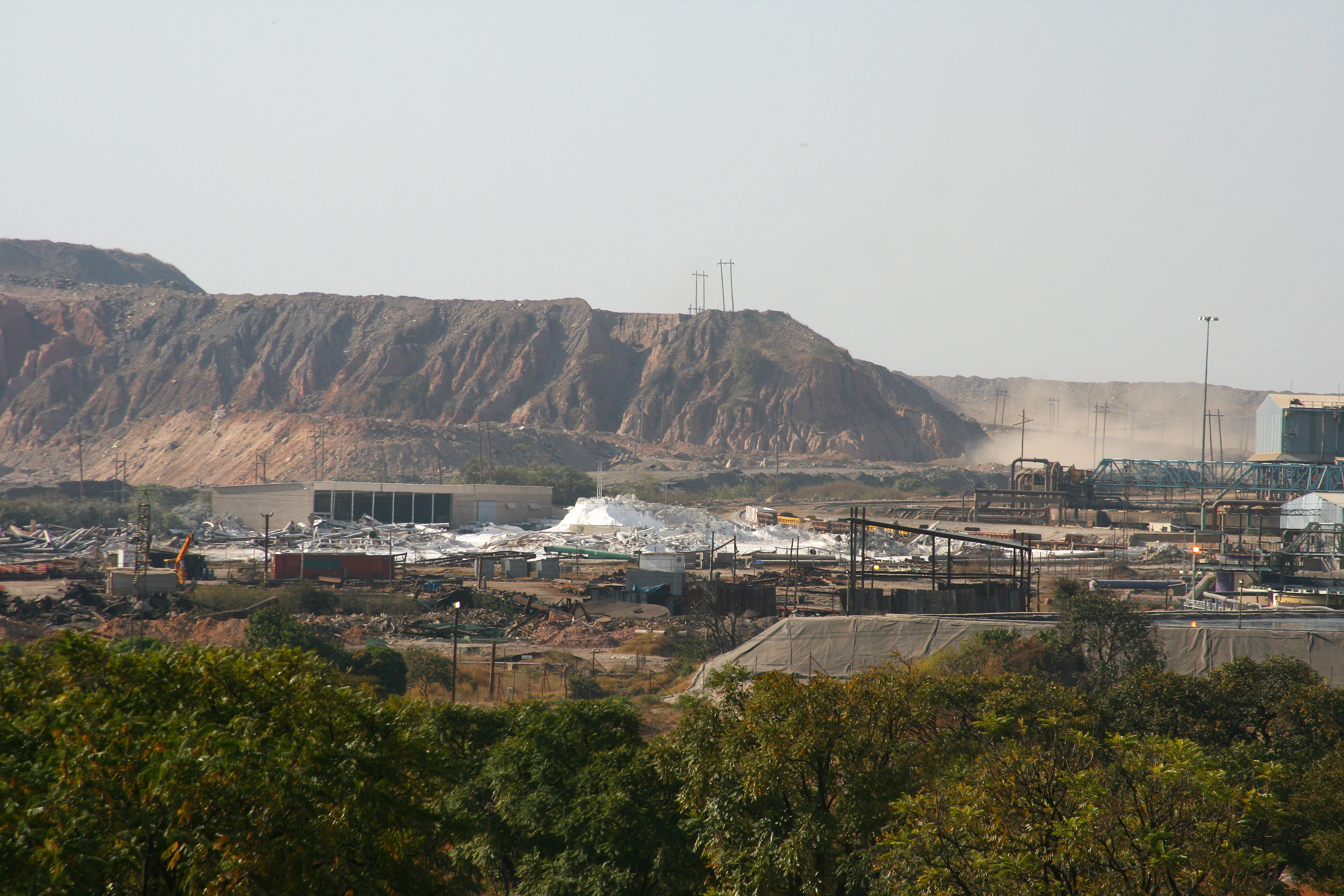
Mine de cuivre de Nchanga, près de Chingola, Zambie (2008).

L'arc lufilien (ou ceinture lufilienne)  est l'une des ceintures orogéniques d'Afrique australe qui se sont formées durant l'orogenèse panafricaine, une étape de la formation du supercontinent du Gondwana. Il traverse la partie orientale de l'Angola, la province du Katanga en République démocratique du Congo et le nord-ouest de la Zambie.
Il fait environ 800 km de longueur. Il présente une grande importance économique car il est riche en cuivre et en cobalt.

## Évolution

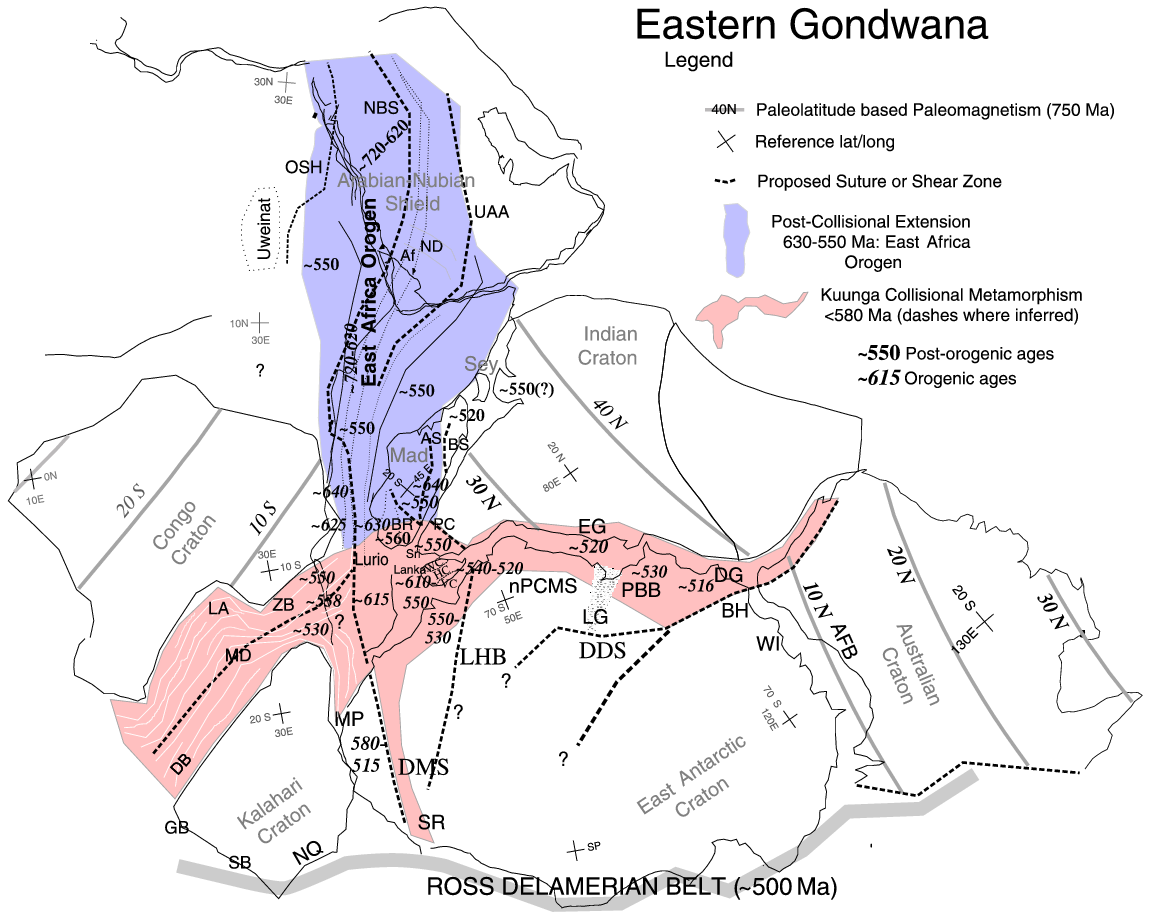
Gondwana oriental. L'Afrique australe est à gauche. L'arc lufilien (noté « LA »), se situe dans la région colorée en rose entre les cratons du Congo et du Kalahari, en bas à gauche de la carte. Il est délimité, au sud-est, par la, notée « MD ».

Le supergroupe du Katanga (en) est constitué de sédiments déposés au Néoprotérozoïque sur un socle formé au Paléozoïque ou au Mésoprotérozoïque. La partie inférieure du socle est faite de granites, de gneiss et de schistes formés durant l'orogenèse éburnéenne, il y a 2,1–2 Ga. La partie supérieure du socle s'étend sous la Zambie ; elle est principalement constituée de schistes, de quartzites et de schistes à quartz-muscovite. L'orogenèse kibarienne (en) a déformé et métamorphisé la partie supérieure du socle entre 1,35 et 1,1 Ga.
Les sédiments du supergroupe du Katanga font de 5 à 10 km d'épaisseur.
La séparation entre les cratons du Congo et du Kalahari, il y a 880 Ma environ, ouvrit deux bassins, le rift de Roan puis le rift de Nguba, qui contiennent les mêmes sédiments. La phase d'écartement fut suivie d'une phase de compression, les cratons du Kalahari et du Congo se rapprochant au début de l'orogenèse panafricaine. Les nappes de charriage, avançant depuis le sud, déposèrent des détritus (olistostromes) dans le bassin d'avant-pays de Fungurume au nord de l'arc lufilien. Le chevauchement des nappes et la déformation du bassin d'avant-pays eurent lieu avant la lithification des sédiments.

Schéma d'un anticlinal : un pli convexe avec les dépôts anciens en son cœur. L'érosion expose les roches anciennes.

La croûte terrestre fut amincie jusqu'à une épaisseur de 150 km entre 590 et 512 Ma à l'occasion de l'orogenèse  panafricaine. La compression déforma les sédiments du supergroupe du Katanga, formant un pli montueux, l'arc lufilien. L'inversion tectonique exposa les sédiments des niveaux les plus profonds. L'orogenèse souleva et plia les strates du Roan, qui contiennent des dépôts de cuivre et de cobalt, lesquelles, plus tard, furent exposées par l'érosion. Dans plusieurs régions, elles sont maintenant accessibles sous forme de mines à ciel ouvert, comme dans la mine de Kambove au Katanga.
La zone de cisaillement de Mwembeshi forme la frontière méridionale de l'arc lufilien, le séparant de la ceinture du Zambèze. La zone de cisaillement date elle-même de l'époque de l'orogenèse panafricaine ; elle permit un changement du sens du pliage entre la ceinture du Zambèze et l'arc lufilien. Le massif granitique de Hook, à l'intérieur de l'arc lufilien, juste au nord de la zone de cisaillement, est un grand batholite (masse de roches magmatiques) composite qui s'est infiltré dans les strates sédimentaires de l'arc de Kundelungu pendant ou juste après la phase d'activité tectonique. La datation par l'uranium-plomb du granite syntectonique a permis de lui attribuer un âge de 559 ± 18 et 566 ± 5 Ma, tandis que le granite post-tectonique date de 533 ± 3 Ma ; cela montre que l'intrusion s'est produite autour de la zone de cisaillement, issue vraisemblablement des mêmes causes.

## Sédiments

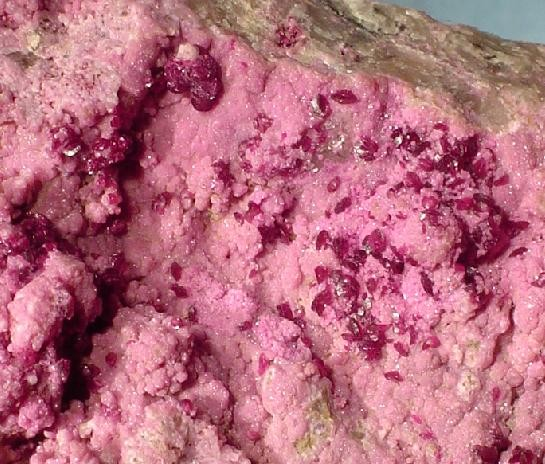
Cristaux rubis de sphérocobaltite dans une druse recouverte de microcristaux roses de cobalto-dolomite, provenant de la mine de Kambove au Katanga.

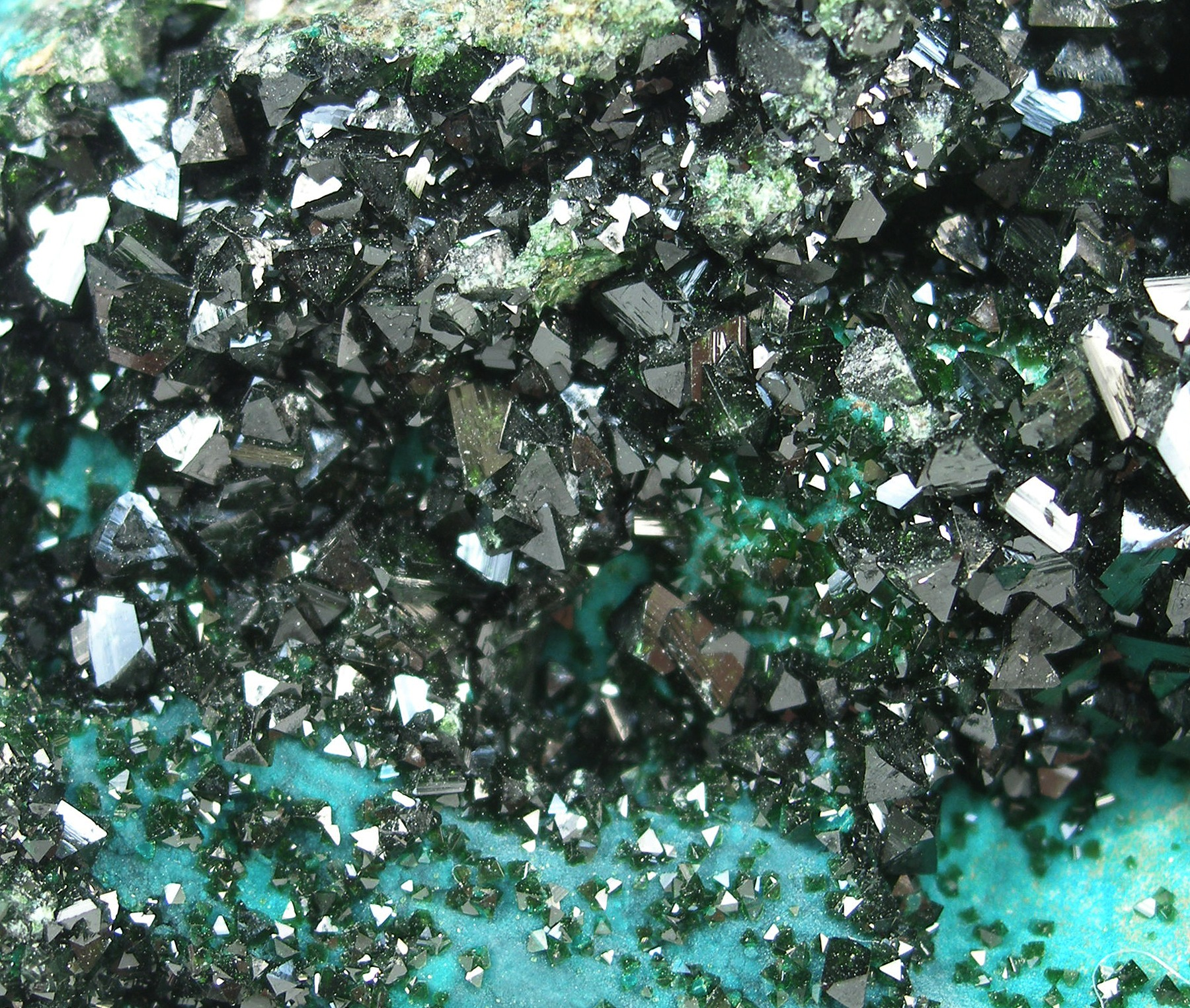
Libéthénite de Kambove.

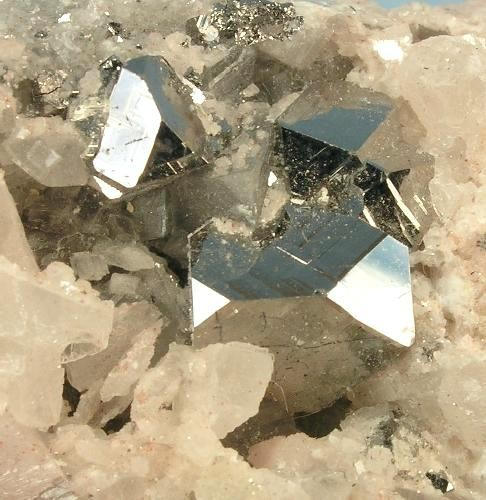
Cristaux de carrollite enchâssés dans de la calcite ; mine de Kamoya South II.

Le plus ancien groupe sédimentaire du supergroupe du Katanga est celui du Roan, qui commença à se déposer dans un bassin de rift continental, vers 880 Ma, alors que le craton du Congo et celui du Kalahari s'éloignaient. Au dessus, le groupe de Nguba était, jusqu'à récemment, défini comme correspondant à une strate de diamictite, probablement consécutive à la glaciation Sturtienne. Cette strate est recouverte par une autre couche de diamictite, déposée à l'occasion de la glaciation marinoenne (650 à 635 Ma). Beaucoup de géologues considèrent que la plus récente strate du supergroupe du Katanga appartient au groupe de Kundelungu. Les groupes et sous-groupes de roches sédimentaires sont indiqués dans le tableau suivant, du plus récent au plus ancien.
| Supergroupe | Groupe     | Sous-groupe | Âge le plus ancien | Lithologie                                                                 |
| ----------- | ---------- | ----------- | ------------------ | -------------------------------------------------------------------------- |
| Katanga     | Kundelungu | Plateaux    |                    | shales et arkoses                                                          |
| Katanga     | Kundelungu | Kiubo       |                    | shales dolomitiques, shales sablonneux et grès                             |
| Katanga     | Kundelungu | Kalule      |                    | shales dolomitiques ou shales sablonneux, calcaire rose, diamictite        |
| Katanga     | Nguba      | Monwezi     |                    | shale dolomitique ou siltites                                              |
| Katanga     | Nguba      | Likasi      |                    | shales dolomitiques ou shales sablonneux, dolomies ou calcaire, diamictite |
| Katanga     | Roan       | Mwashya     | 760 Ma             | shales dolomitiques, dolomie, jaspes et roches pyroclastiques              |
| Katanga     | Roan       | Dipeta      |                    | dolomie interstratifiée, siltite argileuse et dolomitique                  |
| Katanga     | Roan       | Mines       |                    | dolomies, shales dolomitiques et grès                                      |
| Katanga     | Roan       | R.A.T.      | 880 Ma             | siltite argileuse dolomitique, grès et pélites                             |

Un stratigraphie révisée, en 2011, figure ci-dessous. Mis à part quelques précisions ou fusions concernant les sous-groupes, la révision la plus significative est la réaffectation des sédiments de Mwashya du bassin du Roan au bassin de Nguba. Au sud du bassin du Roan, il y eut une surrection importante qui mit fin aux dépôts de la plateforme carbonatée et qui entraîna l'ouverture du rift de Nguba vers le nord au-delà de son ancienne marge. Les sédiments de Mwashya sont postérieurs à cet évènement. Un autre changement d'importance est la différenciation faite parmi les dépôts du bassin d'avant-pays de Fungarume au nord de l'arc, qui se chevauchent avec le groupe du Plateau, et comprennent des matériaux provenant de groupes antérieurs, apportés depuis le sud par les nappes de charriage katangaises. Ces dépôts vont des olistostromes marins profonds aux dépôts argileux et carbonatés peu profonds du bassin de Fungurume.
| Supergroupe | Groupe     | Sous-groupe | Âge le plus ancien | Lithologie |
| ----------- | ---------- | ----------- | ------------------ | --- |
| Katanga     | Plateau    |             |                    | molasse continentale d'arkoses et shales                                                                                     |
| Katanga     | Fungurume  |             | ≤573 Ma            | 3. carbonates de marge maritime 2. roches silicoclastiques des marges maritime et « red beds » continentaux 1. olistostromes |
| Katanga     | Kundelungu | Kiubo       |                    | roches silicoclastiques marines et carbonates                                                                                |
| Katanga     | Kundelungu | Kalule      |                    | roches siliciclastiques et carbonates marins, carbonates de coiffe (en), dépôts glaciaires                                   |
| Katanga     | Nguba      | Monwezi     |                    | roches silicoclastiques et carbonates marins                                                                                 |
| Katanga     | Nguba      | Likasi      | 735 Ma             | cap carbonates, dépôts glaciaires, derniers volcans de rifts                                                                 |
| Katanga     | Nguba      | Mwashya     | 765 Ma             | 3. shales noirs et volcaniques 2. silicoclastiques et carbonates marins 1. olistostromes                                     |
| Katanga     | Roan       | Bancroft    |                    | plateforme carbonatée |
| Katanga     | Roan       | Kitwe       |                    | silicoclastiques et carbonates                                                                                               |
| Katanga     | Roan       | Mindola     | 880 Ma             | silicoclastiques, minéralisation cuprifère                                                                                   |

## Importance économique

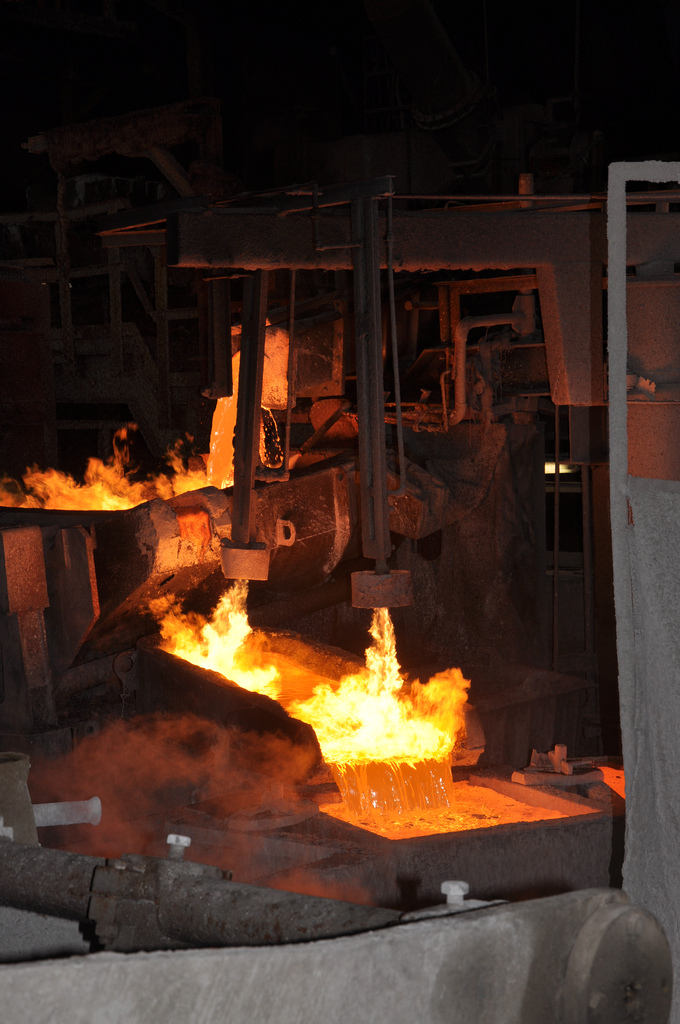
Coulée de cuivre dans la mine de Mufulira en Zambie, autrefois la plus grande d'Afrique.

L'arc lufilien abrite les 520 km de la copperbelt, qui court en direction du nord-ouest depuis la Zambie jusqu'à la province du Katanga en République démocratique du Congo (RDC). Les dépôts de cuivre se trouvent dans les roches anciennes du groupe de Roan. En RDC, on les trouve le plus souvent parmi des dolomites à haute teneur en cobalt. En Zambie, ils sont associés à des shales peu carbonatés, des grès et des grauwacke.
Historiquement, le minerai de la copperbelt africaine a été le plus riche et le plus facilement accessible de l'ensemble de la planète. En 1932, le pourcentage des réserves de cuivre en Zambie était de 3,44 % (Roan Antelope), 4,3 % (Rhokana) et 4,14 % (Mufulira, Chambishi et Baluba). En comparaison, les États-Unis à la même époque abritaient 1,41 % des réserves mondiales. La zone africaine avait d'autres avantages, tel le fait que la plupart des mines offraient des minerais sulfurés, plus faciles à concentrer et à fondre, donc moins coûteux en force de travail. En 2010, la copperbelt africaine abritait 25 % des réserves mondiales de cuivre et environ 80 % de celles de cobalt et aussi d'importants gisements de zinc et de plomb.